# Szentantalfa
Szentantalfa là một thị trấn thuộc hạt Veszprém, Hungary. Thị trấn này có diện tích 6,61 km², dân số năm 2010 là 418 người, mật độ 63 người/km².